# Azha
Azha (kinesiska: 阿扎, 阿扎乡, 啊扎) är en socken i Kina. Den ligger i den autonoma regionen Tibet, i den sydvästra delen av landet, omkring 32 kilometer sydost om regionhuvudstaden Lhasa.
Genomsnittlig årsnederbörd är 889 millimeter. Den regnigaste månaden är juli, med i genomsnitt 279 mm nederbörd, och den torraste är januari, med 4 mm nederbörd.